# Ябланица (приток Колубары)
Ябланица (серб. Јабланица/Jablanica) — река на северо-западе Сербии, правая составляющая Колубары. Длина 21,5 км, площадь водосборного бассейна 148 км², средний расход 2 м³/с.
Берёт начало на восточных склонах хребта Ябланик, сливаясь с Обницой образует Колубару, в 1 км ниже по течению расположен город Валево.

## Галерея

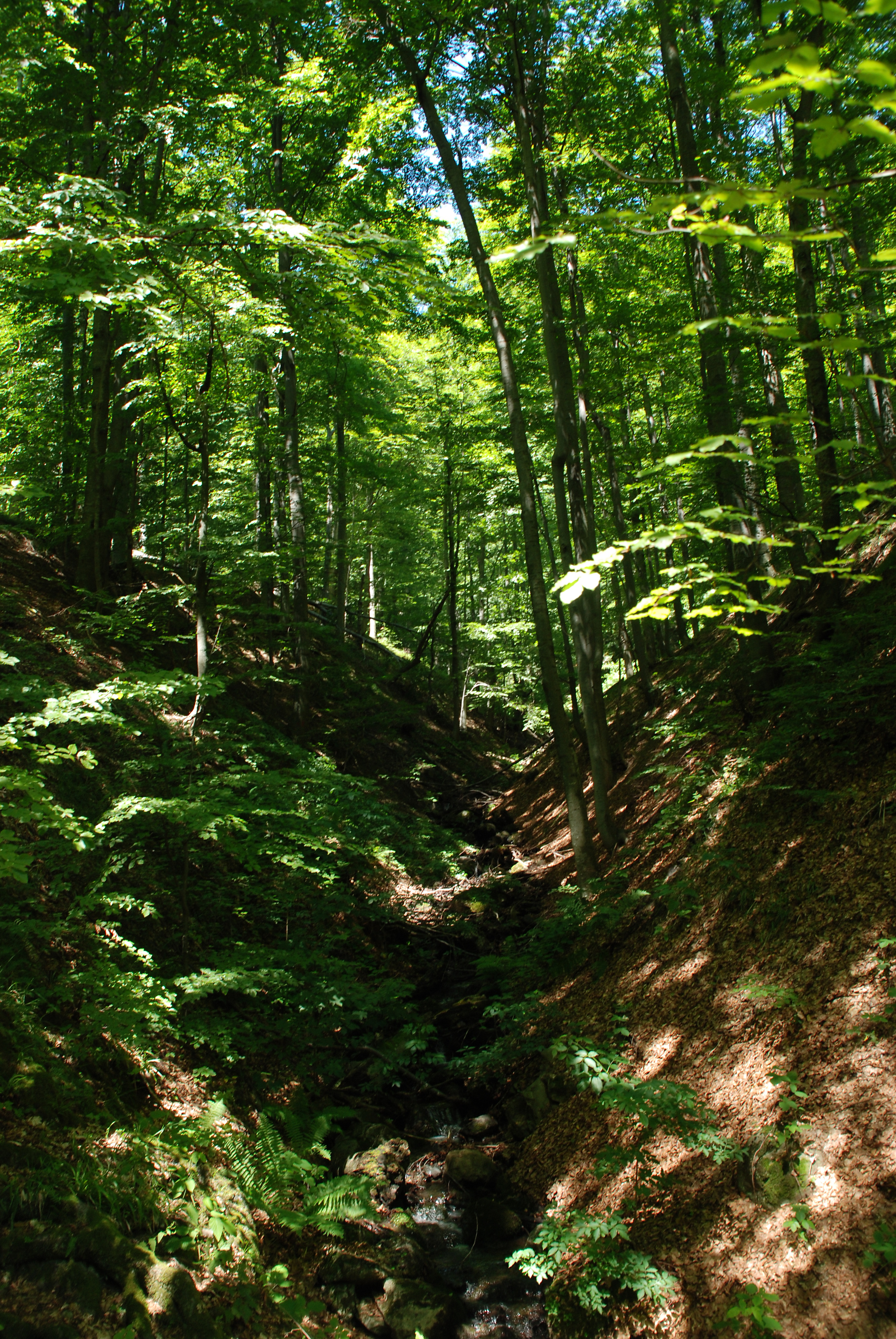
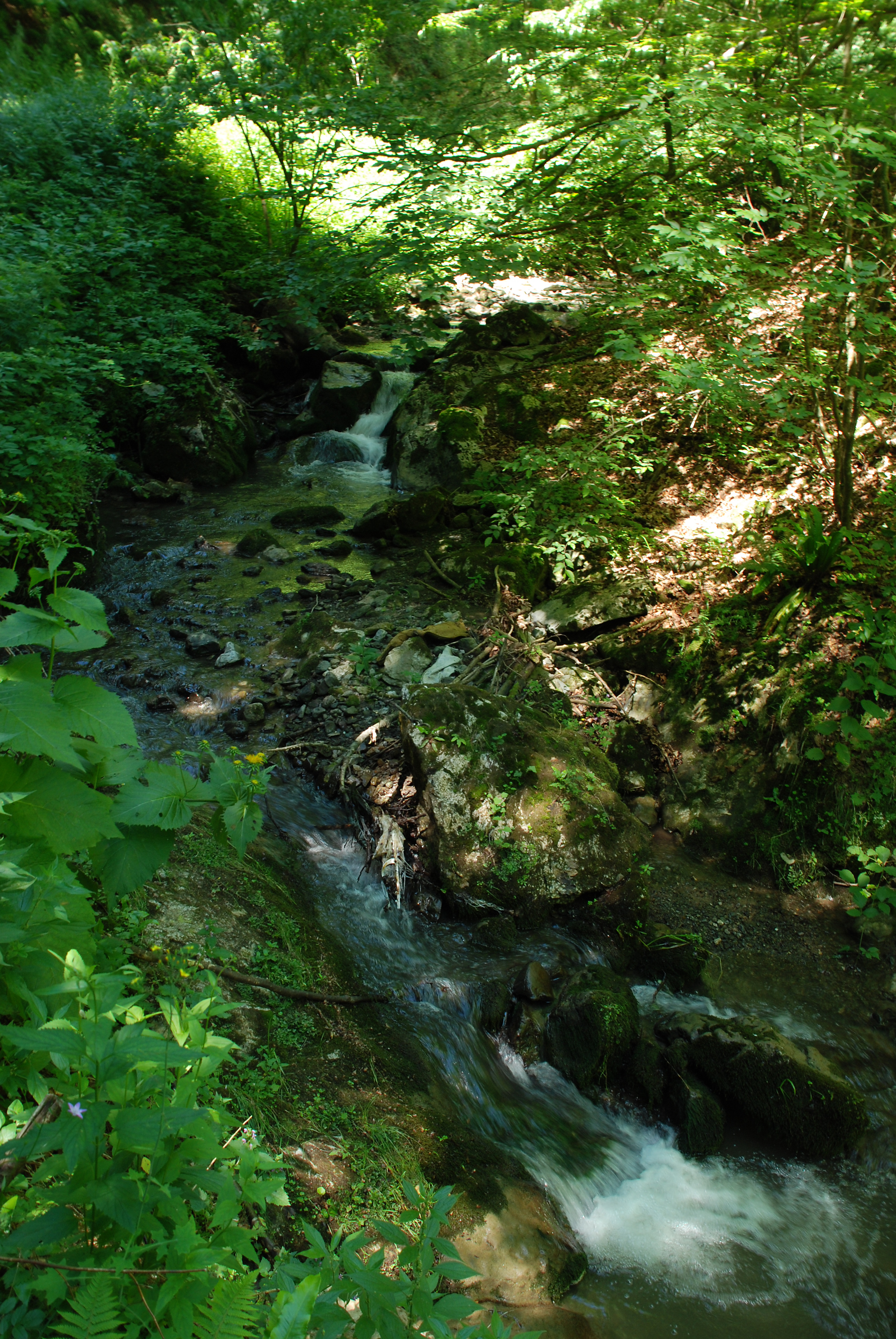
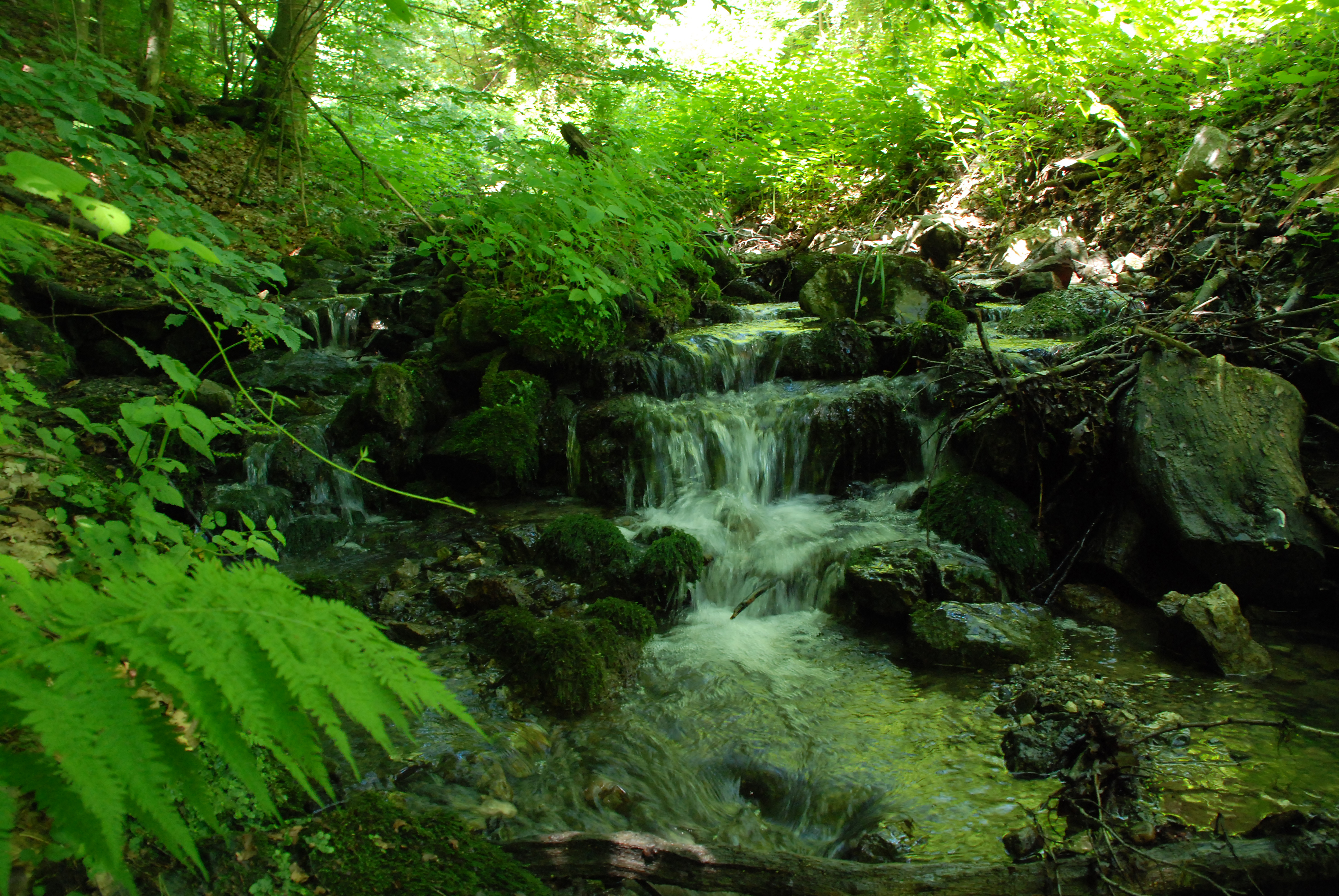